# André Monnier
Pour les articles homonymes, voir Monnier.
André Monnier, né le 26 juin 1926 à Foncine-le-Haut et mort le 8 octobre 2023 à Chamblay, est un sauteur à ski français.

## Biographie
André Monnier naît le 26 juin 1926 à Foncine-le-Haut, étant le dernier d'une fratrie de quatre garçons.
Il est sacré champion de France junior au combiné nordique à quatre épreuves en 1946. Champion de France militaire en 1948, il est champion de France de saut à ski en 1952 et 1954.
Il est sélectionné en équipe de France de saut à ski pour participer aux Jeux olympiques d'hiver de 1952 à Oslo, aux Championnats du monde de ski nordique 1954 à Falun et aux Jeux olympiques d'hiver de 1956 à Cortina d'Ampezzo. Il doit mettre un terme à sa carrière en 1962 en raison d'une chute grave lors d'un concours à Chamonix.
Il meurt le 8 octobre 2023 à Chamblay.